# Козмерице
Козмерице (на словенски: Kozmerice) е село в Словения, регион Горишка, община Толмин. Според Националната статистическа служба на Република Словения през 2015 г. селото има 20 жители.